# Wendel Suckow
Wendel Suckow (Marquette, 11 aprile 1967) è un ex slittinista statunitense.

## Biografia
Iniziò a gareggiare per la nazionale statunitense nel 1986 sia nella specialità del singolo che in quella del doppio, disciplina in cui gareggiò fino alla stagione 1991/92 e sempre in coppia con William Tavares.
In Coppa del Mondo conquistò il primo podio, nonché la prima vittoria, il 19 gennaio 1992 nel doppio a Lake Placid. In classifica generale come miglior risultato si piazzò al quarto posto nel 1993/94 nella specialità del singolo ed al quinto nel 1991/92 nel doppio.
Prese parte a tre edizioni dei Giochi olimpici invernali: ad Albertville 1992 giunse dodicesimo nel singolo e nono nel doppio, a Lillehammer 1994 si piazzò al quinto posto nel singolo ed a Nagano 1998, in quella che fu la sua ultima gara a livello internazionale, si classificò in sesta piazza sempre nel singolo.
In carriera conquistò la medaglia d'oro nel singolo ai campionati mondiali di Calgary 1993, diventando il secondo atleta non europeo a trionfare in una competizione tra Giochi olimpici, campionati mondiali o nella classifica di Coppa del Mondo, dieci anni dopo la vittoria del canadese Miroslav Zajonc, che era però originario dell'allora Cecoslovacchia e sotto quella bandiera gareggiò fino al 1980, nella rassegna iridata di Lake Placid 1983.

## Palmarès

### Mondiali
- 1 medaglia:
  - 1 oro (singolo a Calgary 1993).

### Coppa del Mondo
- Miglior piazzamento in classifica generale nel singolo: 4° nel 1993/94.
- Miglior piazzamento in classifica generale nel doppio: 5° nel 1991/92.
- 4 podi (3 nel singolo, 1 nel doppio):
  - 3 vittorie (2 nel singolo, 1 nel doppio);
  - 1 secondo posto (nel singolo).

#### Coppa del Mondo - vittorie
| Data             | Luogo       | Paese       | Disciplina                 |
| ---------------- | ----------- | ----------- | -------------------------- |
| 19 gennaio 1992  | Lake Placid | Stati Uniti | Doppio con William Tavares |
| 19 dicembre 1993 | Winterberg  | Germania    | Singolo                    |
| 16 febbraio 1997 | Nagano      | Giappone    | Singolo                    |